# 尤·伯連納
尤尔·伯连纳（俄語：Юл Бриннер，1920年7月11日—1985年10月10日），俄国裔美国戲劇與電影男演員。他演出過許多美國電影與戲劇作品，並以演出羅傑斯與漢默斯坦（Rodgers & Hammerstein）創作的音樂劇《國王與我》裡的暹羅王拉瑪四世，以及電影《十誡》裡的拉美西斯二世而著名。1957年，憑電影《國王與我》獲頒第29屆奧斯卡金像獎最佳男主角。

## 生平
伯连纳生於俄羅斯海參崴，出生时名为尤·玻利索維欽·伯連納（俄語：Юл Борисович Бриннер）。其母親瑪蘿希雅·布拉格威多拉（Marousia Blagovidova）是猶太裔俄羅斯醫生（並改信基督教）的女兒，而父親包利斯·伯連納（Boris Bryner）則是有犹太血統的工程師兼發明家，但是他本人却是坚称自己有蒙古和瑞士血统。而他的名字「尤」則由其祖父朱利斯·伯連納所取。
伯連納早年生活充滿異國色彩，但他本人所說的往往比實際情形誇張。比方說，他自稱生於庫頁島，並有個半朝鲜半瑞士的名字「Taidje Khan」。但他兒子1989年出版的一本傳記澄清了這些議題。
包利斯·伯連納拋棄他的家庭後，尤·伯連納的母親帶著他和他姊妹薇拉·伯連納（Vera Bryner）搬到中國的哈爾濱，在此他倆就讀基督教青年會辦理的學校，而在1934年他又帶著他們到巴黎居住。早年曾擔任過喬治·普拉特萊斯（George Platt Lynes）的裸體模特兒。
伯連納扮演過最有名的角色是音樂劇與電影《國王與我》裡的暹羅王拉瑪四世，並以此贏得奧斯卡最佳男主角獎。他也是少數以同樣角色贏得東尼獎與奧斯卡金像獎的七人之一。
1956年他首次主演電影後一夕成名，不僅演出《國王與我》，同年也主演《十誡》與《真假公主》（Anastasia）。之後他又主演過《所羅門王》 (Solomon and Sheba，1959年)、《七俠蕩寇誌》（The Magnificent Seven，1960年）以及《西部世界》（Westworld，1973年）。
1985年10月10日伯連納死於紐約市（同一天奧森·威爾斯也因心臟病發而死），享年65歲，死因是吸煙引發的肺癌。1985年1月，也是死前九個月，他接受《早安美國》（Good Morning America）訪談，其中表達了他創作禁煙商業廣告的願望，這段片段因此被美國癌症協會（American Cancer Society）製作成商業廣告，並於其身後在美國、香港和世界各地播出，廣告中他雙眼直視攝影機告誡世人：「不要吸煙。」
尤·伯連納葬於魯茲（Luže）聖米迦勒·德·伯斯·烏比修道院（Saint-Michel-de-Bois-Aubry）的墓園裡，該地靠近法國維埃納省的普瓦捷。他在好萊塢星光大道（Hollywood Walk of Fame）留有星星，而他位海參崴的童年居所現在是座博物館、「尤·伯连纳博物館」。

## 家庭生活
尤·伯連納結婚四次，前三次以離婚收場。他有三名親生子女並收養兩個孩子。
- 他第一任妻子維多利亞·吉爾摩（Virginia Gilmore，1944年 – 1960年）是名演員。他們生有一個孩子，名叫尤·伯連納二世（Yul Brynner II，1946年12月23日生），6歲時他父親為他取了小名「洛克」（Rock）以向拳擊手洛基·葛瑞加諾（Rocky Graziano）致敬，他於1947年贏得中量級拳王。洛克後來成為一名歷史學者、小說家以及大學歷史講師。

- 拉克·伯連納（Lark Brynner，1958年出生）是非婚生子並由母親扶養。

- 他第二任妻子朵莉絲·克萊納（Doris Kleiner，1960年 – 1967年）是名智利模特兒，他於1960年拍攝《豪勇七蛟龍》期間同她結婚。他們生有一個孩子維多利亞·伯連納（1962年出生）。

- 他三任妻子賈桂琳·德·克雷格（Jacqueline de Croisset，1971年 – 1981年）是名法國名媛。她是出版業主管菲利浦·德·克雷格的遺孀。兩人收養了兩名越南小孩：米埃（Mia，1974年收養）和美洛蒂（Melody，1975年收養）。

- 他第四任妻子凱西·李（Kathy Lee）是《國王與我》演出裡一名亞裔舞者 （页面存档备份，存于），他們於1983年結婚。

## 忠告后世戒烟防癌
1985年1月，尤伯连纳因肺癌去世之前9个月，他接受《早安美国》節目采访时表示希望拍摄一個告誡世人不要吸烟的广告。他说：
|  | Announcer: Ladies and Gentlemen, the late Yul Brynner. Yul Brynner: I really wanted to make a commercial when I discovered that I was that sick and my time was so limited. I want to make that commercial that says simply: "Now that I’m gone, I tell you, don’t smoke. Whatever you do, just don’t smoke." If I could take back that smoking, we wouldn't be talking about any cancer. I'm convinced of that. |

中文翻譯：
報幕員：先生、女士們，已故影星尤伯連納。
尤伯連納：當我知道自己患了絕症後，我很想拍一套宣傳短片，跟你們說我已經病重並時日無多。我想透過這宣傳短片跟大家說：「現在我已離開了。我告訴你：不要吸煙。不論做什麼事也好，就是不要吸煙。」如果當初我沒有吸煙，我們就不會在這裏談論癌症。我深信此點。
同年，美国癌症协会从该次采访剪辑了以上的讲话，制成告誡世人不要吸烟的電視广告，并在他死后发表。於香港，該廣告由香港資深配音員譚炳文配上粵語配音：
|  | 譚炳文報幕：影星尤伯連納死於肺癌前嘅忠告。 尤伯連納（譚炳文配音）：當我知道自己患咗絕症，已經係時日無多。我好想拍套宣傳短片，同你哋講我而家要離開呢個世界。但係我要話俾你哋知：「唔好食煙。無論點都好，千祈唔好食煙。」如果我以前冇食煙，我好相信而家我根本就唔會喺呢道同你哋講我生肺癌嘅嘢。 |

中文翻譯：
譚炳文報幕：影星尤伯連納死於肺癌前的忠告。
尤伯連納（譚炳文配音）：當我知道自己患了絕症，已經是時日無多。我很想拍一套宣傳短片，跟你們說我現在要離開這個世界了。但是我要跟你們說：「不要吸煙。無論如何，千萬不要吸煙。」如果我以前沒有吸煙，我很相信現在我根本不會在這裡跟你們說我患肺癌的事。
恰巧於2020年9月5日，譚炳文亦死於肺癌，享年86歲。

## 軼事
- 他於去世前感染旋毛蟲病（trichinosis）並為此控告紐約市廣場飯店（Plaza Hotel）裡的偉克商人餐廳提供半熟的豬肉給他，據稱他因此得病。
- 1950年代初他和瑪琳·黛德麗（Marlene Dietrich）有過情愫並出現在伊斯坦堡酒吧廣播節目中。
- 伯連納喜愛攝影，他女兒維多利亞將他家庭、朋友、同台演員的相片以及擔任聯合國難民特別顧問時拍攝的作品集結成一本書。這本書書名是《尤·伯連納:攝影家》（Yul Brynner: Photographer，ISBN 0-8109-3144-3）。
- 他出版過兩本與自己生平相關的著作：1960年出版的《生儿育女：走向欧洲与中东被遗忘者们的旅程》（Bring forth the children: A journey to the forgotten people of Europe and the Middle East）和1983年出版的《尤·伯連納食譜：適合國王與你的食物》（The Yul Brynner Cookbook: Food Fit for the King and You，ISBN 0-8128-2882-8）
- 他的樣貌被作成玩偶，並唱著名為《尤·伯連納是個光頭》（Yul Brynner is a Skinhead）的歌曲。歌詞對照歌名，幽默的指出伯連納不穿上馬汀大夫鞋（Dr. Martens）和紋上刺青就無法成為一個光頭。
- 尤·伯連納在《暴風騎兵》（Stormtrooper）被提及，這是首隱藏在奇跡樂團（Ooberman）首張專輯《The Magic Treehouse》的歌曲。
- 他也在莫瑞海德（Murray Head）的歌曲《曼谷一夜》（One Night in Bangkok，1984年）被提及。
- 1993年發行的迪士尼電影《癲瘋總動員》（Cool Runnings）有個主要角色也叫尤·伯連納。
- 尤·伯連納身高177.8厘米（5呎10吋）。
- 他贏得「年度十大巨星」（Top 10 stars of the year）兩次，分別是1957年，1958年。
- 為了避免被卻爾登·希斯頓（Charlton Heston）的體格比下去，尤·伯連納演出《十誡》時開始快速增重。